# MineCon
Minecon (cách viết hoa là MineCon hoặc MINECON), sau đó được đổi tên thành Minecon Earth, Minecon Live, Minecraft Live và Minecraft Festival, là một sự kiện trực tiếp tương tác hàng năm và hội nghị của người hâm mộ về trò chơi điện tử Minecraft, do Mojang tổ chức. Lần hội nghị đầu tiên vào năm 2010 được gọi là MinecraftCon. Hội nghị Minecon 2011 được tổ chức tại Las Vegas và kỷ niệm sự ra mắt của trò chơi với các bảng thảo luận liên quan đến Minecraft và các khu vực chơi game. Hội nghị gần đây nhất, được tổ chức ở Anaheim, có 12.000 người tham dự. Kể từ năm 2017, Minecon được thực hiện dưới dạng phát sóng trực tiếp tương tác và như vậy Minecon 2016 là hội nghị trực tiếp cuối cùng.

## Sự kiện theo năm

### 2010
MinecraftCon 2010 là sự tập hợp của hơn 30 người tại Bellevue, Washington, vào ngày 31 tháng 8. Markus Persson đã xuất hiện tại buổi gặp mặt khi một số yêu cầu được đưa ra cho một buổi gặp mặt cộng đồng, vì vậy anh ấy đã kêu gọi cộng đồng không chọn địa điểm cụ thể.

### 2011
5.000 người đã tham dự hội nghị MineCon chính thức đầu tiên được tổ chức tại Las Vegas vào ngày 18 tháng 11 năm 2011. Hội nghị tập trung vào việc kỷ niệm ngày phát hành trò chơi và tổ chức các cuộc thảo luận liên quan đến Minecraft, đồng thời mời mọi người chơi trò chơi với những người khác trong khi tham gia hội nghị. Có các bài phát biểu quan trọng từ các thành viên của cộng đồng, xây dựng các cuộc thi, cuộc thi trang phục và triển lãm. Một trong nhiều sự kiện tại MINECON là "Nether Party", một sự kiện dành cho những người từ 21 tuổi trở lên, với sự góp mặt của DJ người Canada deadmau5. Sự kiện này cũng đánh dấu việc phát hành Minecraft 1.0 đến công chúng, chính thức đưa trò chơi ra khỏi giai đoạn thử nghiệm. Đây cũng là lần đầu tiên Minecraft trên bảng điều khiển Xbox 360 lần đầu tiên được hiển thị và chơi bên ngoài quá trình phát triển.

### 2012
Vào ngày 2 tháng 8 năm 2012, Mojang thông báo rằng hội nghị MineCon 2012 sẽ diễn ra tại Công viên Disneyland tại Paris vào ngày 24 và 25 tháng 11. Thông báo được đưa ra trên nền tảng mạng xã hội Twitter khi tác giả của trò chơi, Markus Persson, đăng một đoạn giới thiệu ngắn tiết lộ địa điểm tổ chức hội nghị mới. Đoạn video cho thấy các thành viên trong nhóm Mojang mặc đồ dùng của Disney và Persson nhận xét về nhà phát triển hàng đầu Jens Bergensten, "Tôi nghĩ họ đang cố gắng nói với chúng tôi điều gì đó". Joystiq JC Fletcher nói rằng trang web là một "bước tiến" từ địa điểm MINECON đầu tiên ở Las Vegas. Hội nghị thường niên lần thứ hai là lần đầu tiên được tổ chức bên ngoài Hoa Kỳ, dành cho những người hâm mộ châu Âu có thể không tham dự lần đầu tiên. Nó được tổ chức sau sự phổ biến ngày càng tăng của Minecraft khi phiên bản Xbox 360 của trò chơi đã bán được 3 triệu bản. Năm 2012 cũng là năm bắt đầu của một số MINECON không chính thức trong trò chơi, đáng chú ý là MINECON ảo, mặc dù là một sự kiện không chính thức, đã có sự tham gia của một thành viên trong Nhóm Mojang. Nhiều MINECON trong trò chơi đã thông báo ý định quay trở lại khi bắt đầu MINECON tiếp theo.
Đại hội năm 2012 đã có sự tham gia của hơn 4.500 người hâm mộ. Mojang đã đưa ra một số thông báo tại hội nghị năm 2012. Thông tin chi tiết về bản cập nhật 1.5 "Redstone" đã được tiết lộ cũng như thông tin về API mod của trò chơi.

### 2013
Vào tháng 4 năm 2013, Lydia Winters tiết lộ rằng MINECON 2013 sẽ được tổ chức tại Hoa Kỳ. Jens Bergensten sau đó nói rằng nó sẽ ở bờ biển phía đông. Vào ngày 27 tháng 6, nó đã được thông báo trên Kênh YouTube của Mojang rằng MINECON 2013 sẽ được tổ chức tại Orlando, Florida. Trang web của Orange County Convention Center đã liệt kê MineCon là một sự kiện sắp diễn ra vào tháng 11, với số lượng người tham dự là 7.500, nhưng sau đó đã xóa sự kiện khỏi trang web. Vé được bán thành ba đợt, mỗi đợt 2.500 vé vào các ngày 31/7, 2/8 và 3/8. Theo giám đốc điều hành Mojang Vũ Bùi, lô đầu tiên gồm 2.500 vé đã được bán hết trong vòng 3 giây. Sự kiện diễn ra trong 2 ngày 3 và ngày 4/11.

### 2014 (bị hủy bỏ)
Vào ngày 30 tháng 3 năm 2014, Lydia Winters đã tiết lộ trong một tweet rằng MINECON 2014 sẽ được tổ chức tại Châu Âu. Tuy nhiên, vào ngày 21 tháng 8 năm 2014, Vũ Bùi đã tạo một bài đăng trên blog, nói rằng sẽ không có MineCon 2014 mà thay vào đó là MineCon tiếp theo sẽ là vào mùa xuân năm 2015 tại Luân Đôn. Điều này sau đó đã được sử dụng trên các mẹo dành cho phiên bản console như "Không ai nhớ nơi tổ chức Minecon 2014."

### 2015

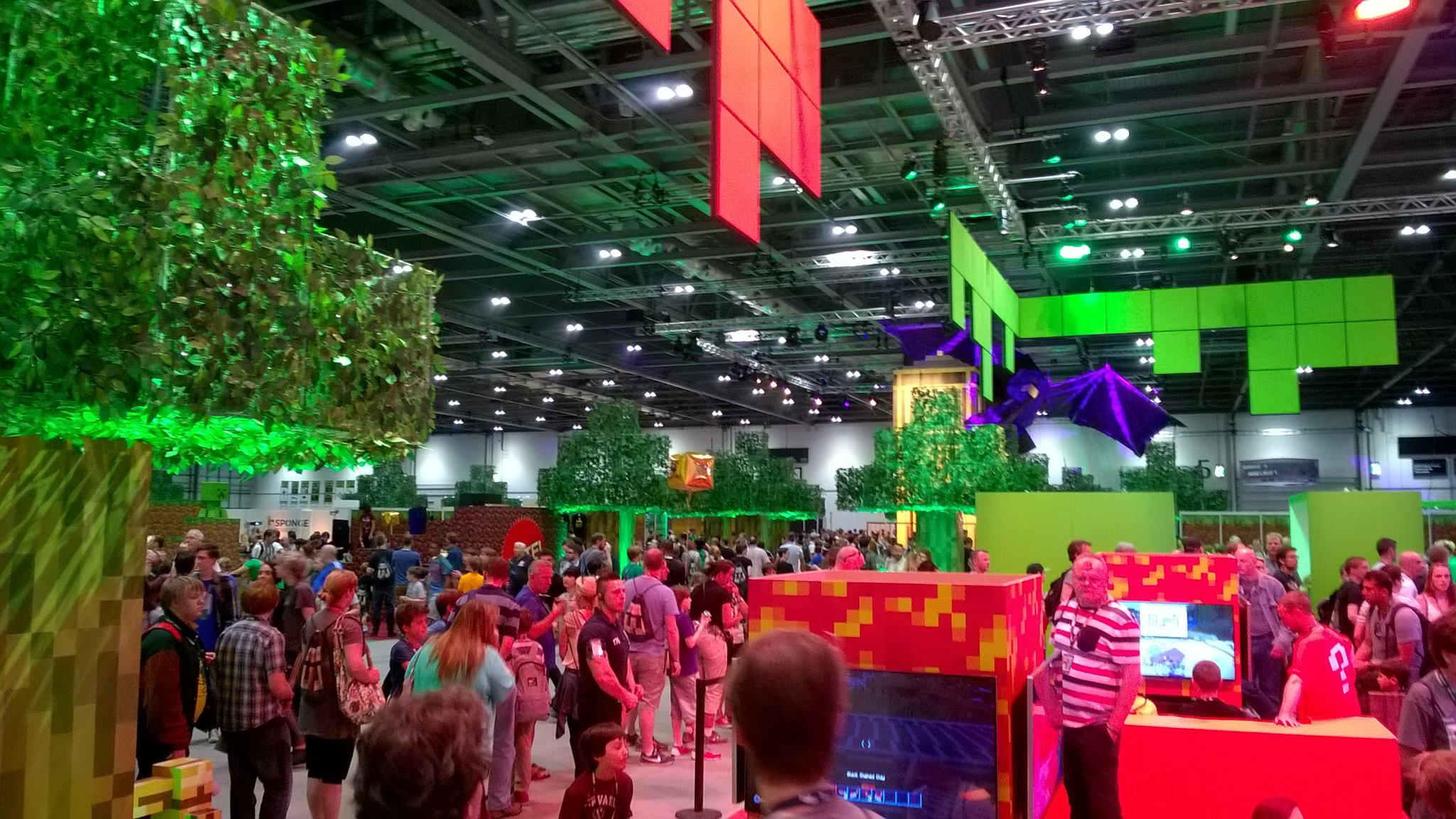
Hội trường Expo tại MineCon 2015

Vào ngày 2 tháng 2 năm 2015, Vũ Bùi thông báo MINECON 2015 sẽ được tổ chức tại Luân Đôn, tại Trung tâm Hội nghị và Triển lãm ExCeL Luân Đôn vào ngày 4 và ngày 5 tháng 7 năm 2015. Giá vé được công bố vào ngày 18 tháng 3 năm 2015 và được đặt ở mức 129 bảng Anh. Trong lễ khai mạc vào ngày 4 tháng 7 năm 2015, Tổ chức Kỷ lục Guinness Thế giới đã công bố rằng MineCon đã giành được kỷ lục thế giới về số người tham dự nhiều nhất cho một đại hội chỉ dành cho một trò chơi, bán được 10.000 vé.

### 2016
Vào ngày 7 tháng 3 năm 2016, Mojang thông báo trong một bài đăng trên blog rằng MINECON 2016 sẽ được tổ chức tại Anaheim, California, tại Trung tâm Hội nghị Anaheim vào ngày 24 và ngày 25 tháng 9 năm 2016. Họ đã công bố các tính năng mới trong thời gian đó, chẳng hạn như tiểu thuyết Minecraft, Minecraft: The Island và bản cập nhật sắp tới cho các phiên bản console của trò chơi.

### 2017
Vào ngày 8 tháng 8 năm 2017, Mojang thông báo rằng MINECON sẽ thực hiện hình thức phát trực tiếp tương tác vào ngày 18 tháng 11 năm 2017, được gọi là "MINECON Earth". Người dẫn chương trình MINECON Earth là Will Arnett, một diễn viên người Canada. Sau thông báo này là sự ra đời của 'Sự kiện cộng đồng chính thức', cho phép các sự kiện như Minefaire, Minevention và Multiplay's BlockFest được coi là 'Công Ước Minecraft Chính Thức'.
Trong MINECON Earth, các nhà phát triển đã công bố bản cập nhật lớn tiếp theo, "Cập nhật Aquatic"; bản cập nhật này đã được phát hành vào tháng 7 năm 2018. Vũ Bùi, giám đốc điều hành của Mojang Studios, cũng công bố nhóm chiến thắng dựa trên bình chọn của cộng đồng: "Quái Vật Của Bầu Trời Đêm", sau này được đặt tên là "phantom".

### 2018
Vào ngày 10 tháng 4 năm 2018, Mojang thông báo rằng MINECON Earth sẽ diễn ra vào ngày 29 tháng 9 năm 2018 trong 90 phút trực tuyến. Trong sự kiện này, Mojang đã công bố Minecraft Dungeons, một bản spin-off dungeon-thu thập dữ liệu của Minecraft và các tính năng của bản cập nhật "Village & Pillage" sắp tới, được phát hành vào tháng 4 năm 2019. Người xem đã bình chọn cho một trong ba quần xã sinh vật trong trò chơi sẽ được cập nhật trong bản cập nhật tiếp theo; quần xã sinh vật Taiga đã thắng cuộc bỏ phiếu.

### 2019
Vào ngày 17 tháng 5 năm 2019, MINECON Live 2019 đã được thông báo sẽ được tổ chức vào ngày 28 tháng 9 năm đó, đổi tên sự kiện từ "MINECON Earth" thành "MINECON Live" để tránh nhầm lẫn với trò chơi mới Minecraft Earth của họ. Giống như năm trước, người xem có thể bỏ phiếu cho các tính năng mới sẽ được thêm vào một trong ba quần xã sinh vật trong trò chơi trong bản cập nhật sau; quần xã sinh vật Núi đã thắng cuộc bỏ phiếu. Trong buổi phát trực tiếp, các nhà phát triển của trò chơi đã thông báo về "Bản cập nhật Nether". Ngày phát hành quyền truy cập sớm của Minecraft Earth cũng đã được công bố là vào tháng 10 năm 2019.

### 2020
Vào ngày 28 tháng 9 năm 2019, Mojang đã công bố Minecraft Festival, một sự kiện trực tiếp sẽ được tổ chức tại Orlando, Florida, vào ngày 25–27 tháng 9 năm 2020. Do những lo ngại xung quanh đại dịch COVID-19, sự kiện chính đã bị hoãn lại để trực tuyến trong khi Minecraft Live, phần phát trực tiếp của sự kiện, vẫn diễn ra. Buổi livestream đã được phát sóng vào ngày 3 tháng 10 năm 2020.
Buổi phát trực tiếp bao gồm một cuộc bỏ phiếu của đám đông, nơi người dùng có thể bỏ phiếu về sinh vật Minecraft nào sẽ được thêm vào bản cập nhật tiếp theo. Ba lựa chọn là Iceologer, Moobloom và Glow Squid, với Glow Squid đã chiến thắng. Buổi phát trực tiếp cũng cung cấp thông tin chi tiết về bản cập nhật lớn tiếp theo của Minecraft, "Caves & Cliffs".

### 2021
Minecraft Live được thông báo sẽ được tổ chức vào ngày 16 tháng 10 năm 2021. Nó có một cuộc Mob Vote trực tiếp, giống như những năm trước, với các lựa chọn bao gồm Copper Golem, Glare và Allay, cái cuối cùng đã giành được phiếu bầu. Chương trình cũng đã công bố chủ đề của bản cập nhật lớn tiếp theo, được gọi là The Wild Update, sẽ đại tu quần xã đầm lầy và thêm một quần xã sinh vật ngầm có tên là Deep Dark, ban đầu được lên kế hoạch cho bản cập nhật Caves & Cliffs phần 2.

### 2022
Sự kiện Minecraft Live 2022 diễn ra vào ngày 15 tháng 10 năm 2022. Sự kiện có tổ chức cuộc bỏ phiếu (gọi làMob Vote) để chọn mob mới, khác với các năm trước, với các lựa chọn là Sniffer, Rascal, và Tuff Golem, trong đó Sniffer đã giành chiến thắng. Ngoài ra, sự kiện cũng thông báo một số tính năng cơ bản cho bản cập nhật tiếp theo, phiên bản 1.20, bao gồm lạc đà, tre tre, và biển hiệu treo. Nó cũng thông báo về lối chơi cơ bản của trò chơi sắp ra mắt Minecraft Legends và bản cập nhật Mùa 3 cho Minecraft Dungeons.

### 2023
Sự kiện Minecraft Live 2023 diễn ra vào ngày 15 tháng 10 năm 2023, với một buổi Mob Vote, bao gồm cua, tatu và chim cánh cụt, trong đó tatu đã giành chiến thắng. Sự kiện cũng công bố một phần của các bản cập nhật lớn tiếp theo của Minecraft, Minecraft Legends và Minecraft Education. Giống như các năm trước, có một thông báo liên quan đến bản cập nhật lớn tiếp theo. Năm nay, bản cập nhật được công bố là Bản cập nhật Tricky Trials 1.21. Bản cập nhật tập trung vào "phiêu lưu chiến đấu và thử nghiệm". Nó bao gồm nhiều biến thể khối đồng, và các Trial Chambers (một cấu trúc mới trong Minecraft). Nó cũng bao gồm các loại gạch mới, và nhiều kẻ thù mới xuất hiện trong các phòng thử nghiệm. Bản cập nhật cũng sẽ giới thiệu Brezee như một quái vật mới.

### TBA
Vào ngày 28 tháng 9 năm 2019, đã có thông báo rằng sẽ có Minecraft Festival, một lễ kỷ niệm trực tiếp của Minecraft, tại Orlando, Florida, ngày 25 tháng 9 năm 2020.
Minecraft Festival đã bị hoãn lại từ ngày 25 tháng 9 năm 2020 đến cùng ngày vào năm 2021, sau đó đến khoảng năm 2022 do sự bùng phát của đại dịch COVID-19.